# Retsina

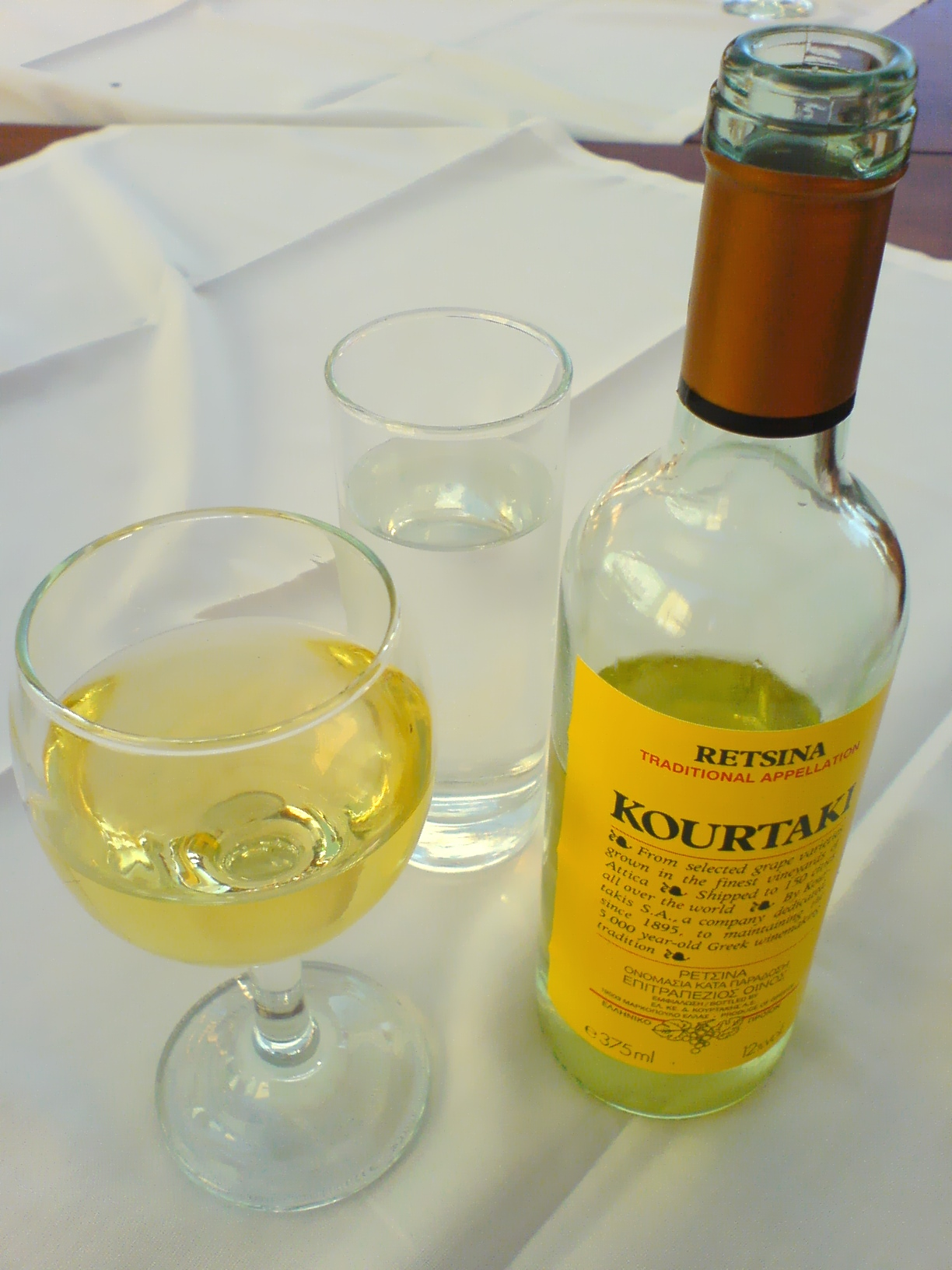
Een fles Kourtakis

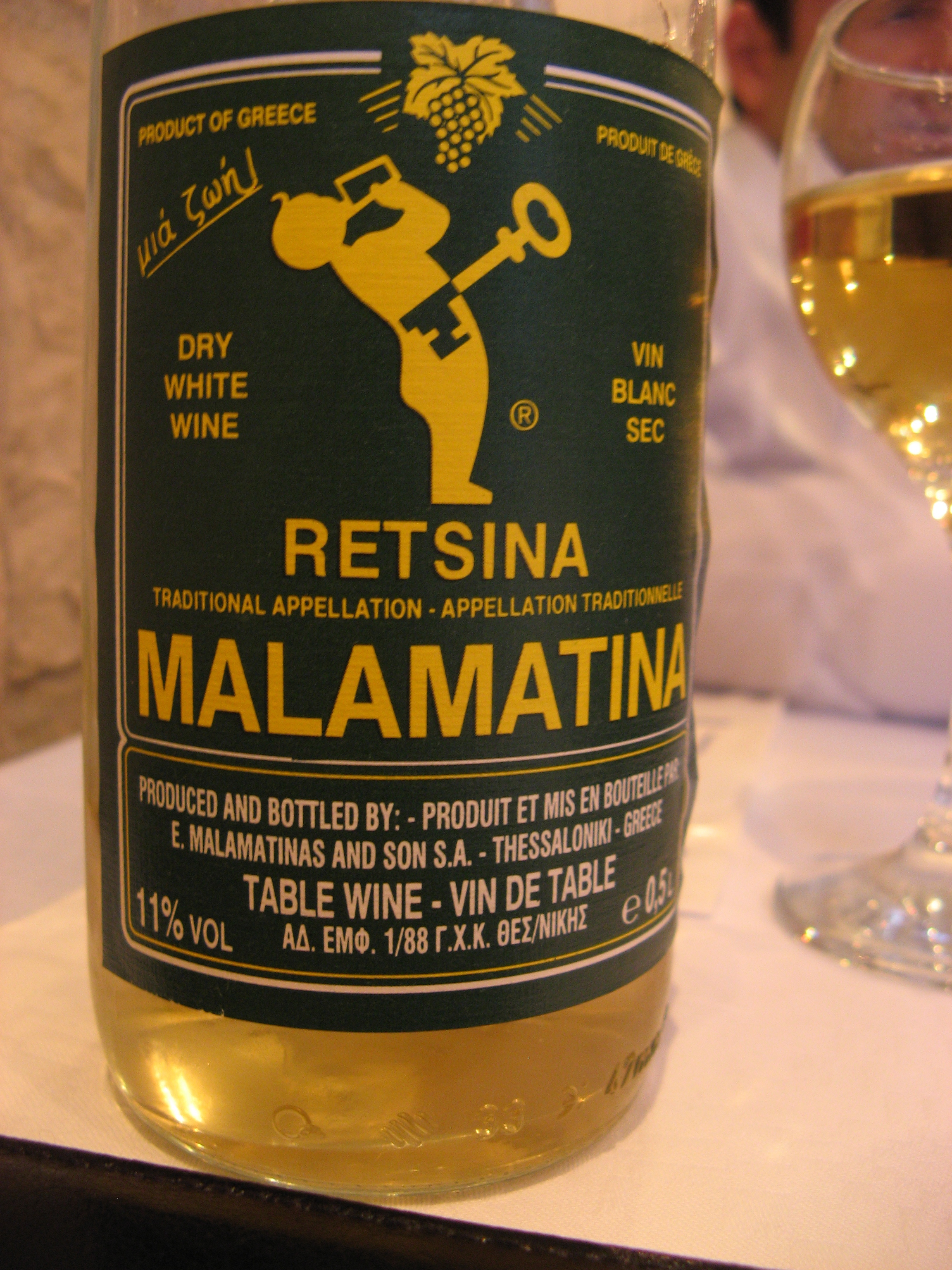
Een fles Malamatina

Retsina (Grieks: ρετσίνα) is een in Griekenland populaire wijnsoort met een harssmaak. Het meest gangbare type is witte wijn. Het is een erkend streekproduct.

## Benaming
Als het als roséwijn voorkomt, heet het kokineli.
Net zoals het veel sterkere ouzo, is retsina een van de Griekse nationale dranken. Het generieke Griekse woord voor wijn is overigens krasi, in het klassiek Grieks was dit oinos, waar het woord oenologie van is afgeleid. Op etiketten van wijnflessen leest men overigens vaak erythros oinos dan wel lefkos oinos—het verschil in woorden komt door het bestaan van verschillende taalregisters in de Griekse taal. Men bestelt echter kokkino krasi , resp. aspro krasi.

## Geschiedenis
Al 7000 jaar geleden werd retsina in amforen bewaard die verzegeld werden met hars van pijnbomen, waardoor de wijn op natuurlijke wijze en onopzettelijk een harssmaak kreeg. In de 1e eeuw v. Chr. begonnen de Romeinen, die niet over hars van de aleppoden beschikten, wijn in vaten te bewaren, waardoor de noodzaak van hars wegviel. In het Oost-Romeinse Rijk bleef men nog amforen met hars gebruiken.
Plinius de Oudere schreef in zijn Naturalis historia dat hars uit de bergen beter was. Lucius Iunius Moderatus Columella schreef in De Re Rustica, dat hars de smaak van goede wijn bederft. Liutprand van Cremona klaagde in zijn Relatio de Legatione Constantinopolitana, dat hij aan het hof van Nikephoros II ondrinkbare wijn met hars had gekregen.

## Herkomst
Retsina komt uit de buurt van Athene : uit Attika, Euboea en Boeotië. De druiven zijn vooral Savatiano soms versneden met Assyrtiko of Roditis. Het eiland Lemnos brengt ook een retsina muskaatwijn voort. Buiten Griekenland produceert enkel Cyprus retsina. Bekende merken zijn Kourtakis en Malamatina.

## Gebruik
Om toch de oude vertrouwde harssmaak in de wijn te hebben, wordt daarom sindsdien kunstmatig 1% hars van de aleppoden, de Turkse den, de sandarak of de mastiekboom aan de wijn toegevoegd. De harssmaak kan zeer sterk variëren per merk.
Retsina smaakt volgens de liefhebbers uitstekend bij een Griekse maaltijd. In Griekse restaurants kan dit altijd bij de maaltijd besteld worden. Het beste kan hij koel bij 7 tot 9 °C geserveerd worden. Retsina wordt jong gedronken: een jaar of hoogstens twee jaar oud. Niet iedereen kan echter de smaak van retsina waarderen.